# Lauda Europe
Lauda Europe é uma companhia aérea maltesa de baixo custo que opera em nome de sua empresa-mãe, a Ryanair. A companhia aérea oferece voos de arrendamento com tripulação para a Ryanair e serviços charter.
A Lauda Europe é a sucessora da extinta empresa austríaca Lauda. Em 2020, a Ryanair Holdings fechou sua subsidiária austríaca em favor de sua subsidiária maltesa Lauda Europe e transferiu toda a frota de 30 Airbus A320 da Lauda para a Lauda Europe.

## Frota

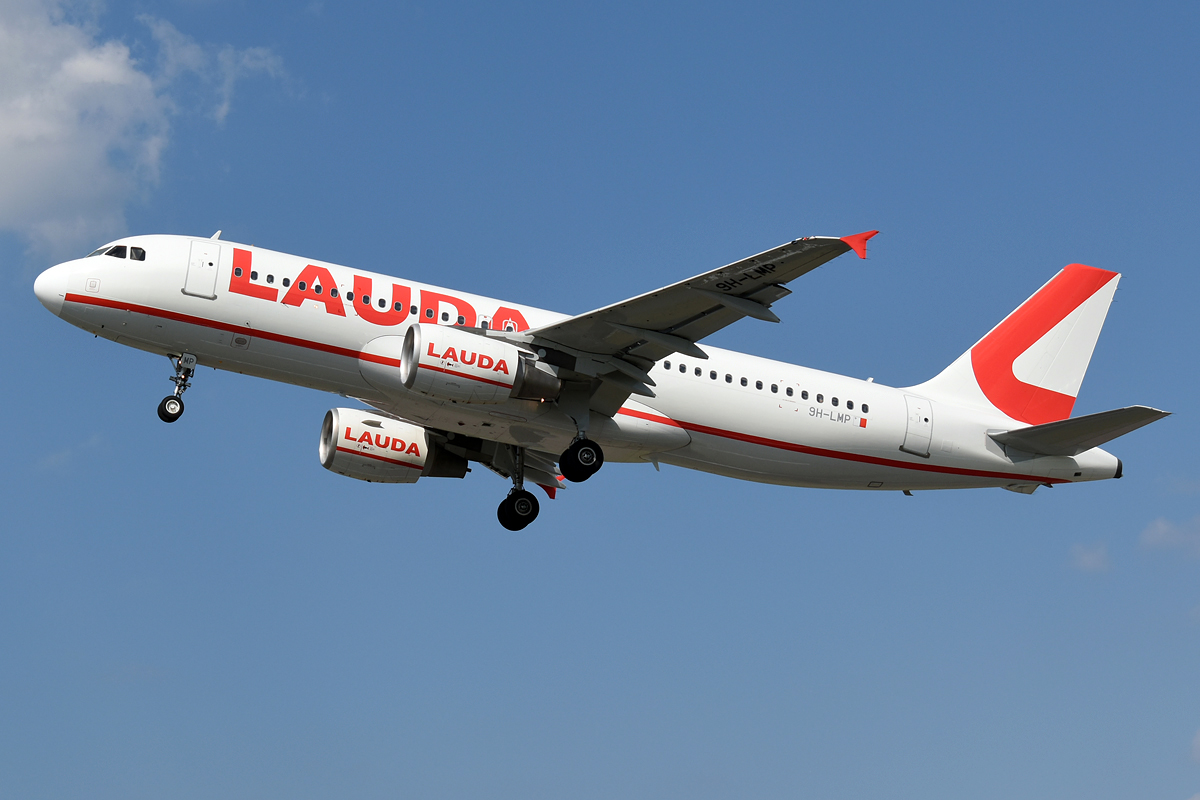
Um Airbus A320-200 da Lauda Europe

A frota da Lauda Europe consiste nas seguintes aeronaves (Junho de 2021):
| Aeronaves       | Em Serviço | Ordens | Passageiros | Notas |
| --------------- | ---------- | ------ | ----------- | ----- |
| Airbus A320-200 | 29         | 2      | 180         |       |
| Total           | 29         | 2      |             |       |